# CAS500

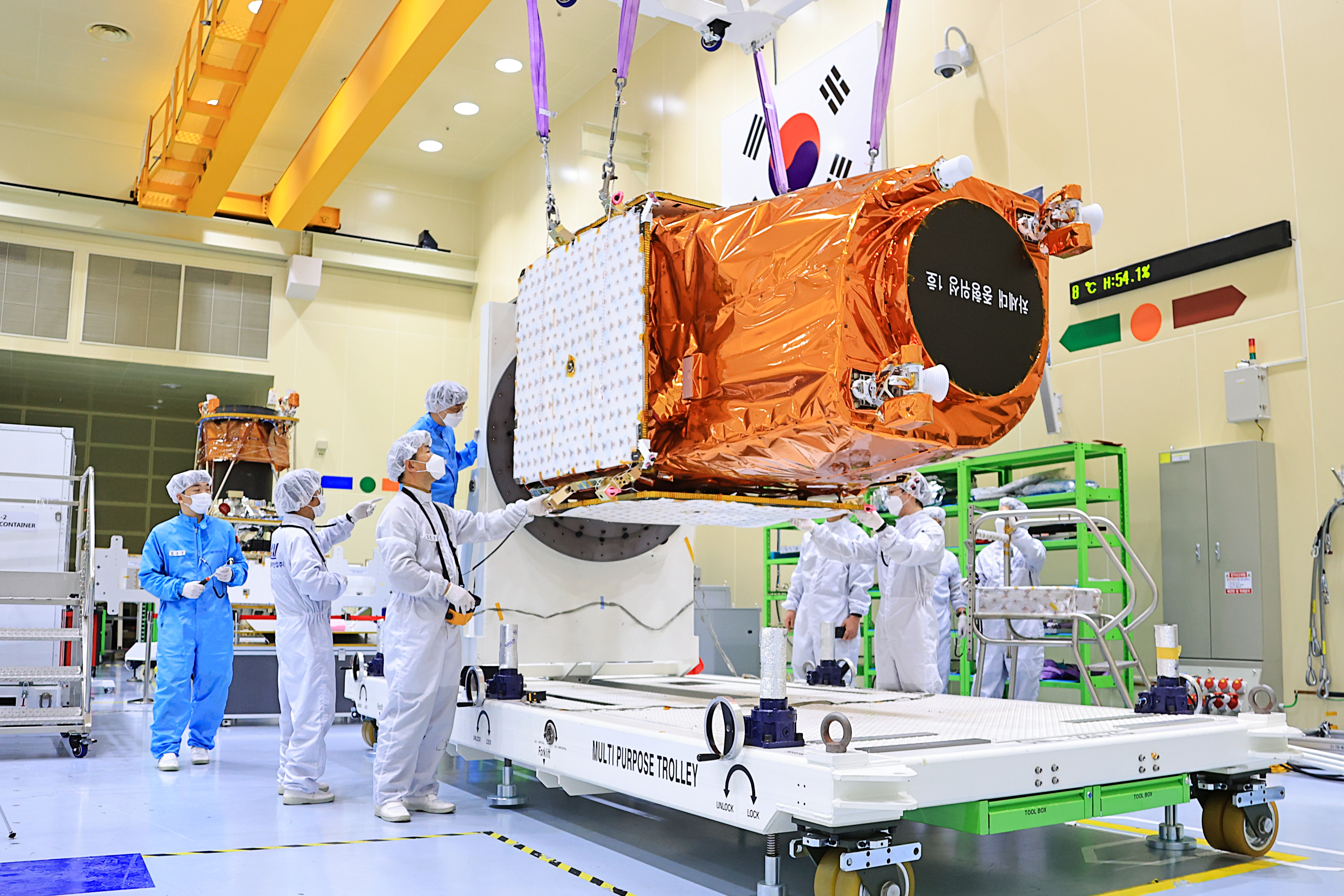
Le satellite CAS500-1 en cours d'assemblage.

CAS500 (acronyme de Compact Advanced Satellite 500) est un programme de recherche et de développement dont le but est de produire des satellites sud-coréen en utilisant une plateforme standardisée permettant de réduire les délais et les coûts. Le premier satellite de cette série a été placé en orbite en 2021.

## Contexte
Ce programme de l'Institut coréen de recherche aérospatiale vise à produire des satellites d'observation de la Terre d'environ 500 kilogrammes ayant pour objectif l'observation des cultures, la gestion des eaux, la surveillance de l'environnement marin, la gestion des désastres et des urgences, la cartographie ainsi que la planification de l'utilisation des terres. Cette série de micro-satellites doit permettre à l'industrie aérospatiale sud-coréenne de gagner en autonomie (98,6 % des composants sont développés par les entreprises sud-coréennes. Le premier exemplaire, CAS500-1 a été placé en orbite en 2021 et quatre autres exemplaires emportant soit des capteurs optiques soit un radar doivent entrer en service d'ici 2025. L'institut KARI a développé le premier exemplaire de la série mais a transféré la responsabilité du développement des exemplaires suivant aux entreprises sud-coréennes du secteur aérospatial.  

## CAS500-1
Le premier satellite de cette série, CAS500-1 a été placé en orbite le 22 mars 2021 par un lanceur spatial russe Soyouz 2.1a décollant du cosmodrome de Baïkonour. Il a été placé sur une orbite héliosynchrone caractérisé par une altitude de 529 kilomètres et une inclinaison orbitale de 98,1°. Le satellite dispose d'un instrument optique observant en lumière visible (0,4-0,75 microns) et en proche infrarouge (0,75-1,3 microns). En mode panchromatique, la résolution spatiale est de 0,5 mètres et la fauchée est de 12 kilomètres. En mode multi-spectral, la résolution spatiale est de 2 mètres et la fauchée est de 12 kilomètres.  

## Satellites en développement ou planifiés
Courant 2023, quatre satellites utilisant la plateforme CAS500 sont programmés : 
- CAS500-2 emporte la même charge utile que CAS500-1 utilisée pour photographier le sol, dresser des cartes topographiques et imager la végétation.
- CAS500-3 doit être utilisé par le ministère des sciences et ICT pour valider dans l'espace des technologies et effectuer des expériences scientifiques.
- CAS500-4 emporte un ensemble optique utilisant un objectif grand-angle et observant dans 5 canaux situés dans le spectre visible et le proche infrarouge (0,4-0,88 microns). La résolution spatiale est de 5 mètres. La fauchée est de 120 kilomètres. Les données collectées doivent permettre d'observer les cultures, les ressources en eau de l'agriculture et les ressources sylvicoles.
- CAS500-5 emporte un radar à synthèse d'ouverture fonctionnant en bande C destiné à surveiller les ressources en eau, gérer les cours d'eau, contrôler l'environnement maritime et traiter les désastres et les urgences. Son lancement est programmé en 2025. Sa résolution spatiale est de 10 mètres et sa fauchée est de 120 kilomètres.